# Collemopsidium ostrearum
Collemopsidium ostrearum är en lavart som först beskrevs av Vain., och fick sitt nu gällande namn av F. Mohr. Collemopsidium ostrearum ingår i släktet Collemopsidium och familjen Xanthopyreniaceae.   Inga underarter finns listade i Catalogue of Life.